# Süddeutschland Versicherungs-Aktien-Gesellschaft
Die Süddeutschland Versicherungs-Aktien-Gesellschaft (Süddeutschland Versicherungs AG, kurz: „Süddeutschland“), war ein deutsches Versicherungsunternehmen auf dem Gebiet der Tierversicherung.
Sie gehörte damals zu den größten Aktiengesellschaften dieser Art.

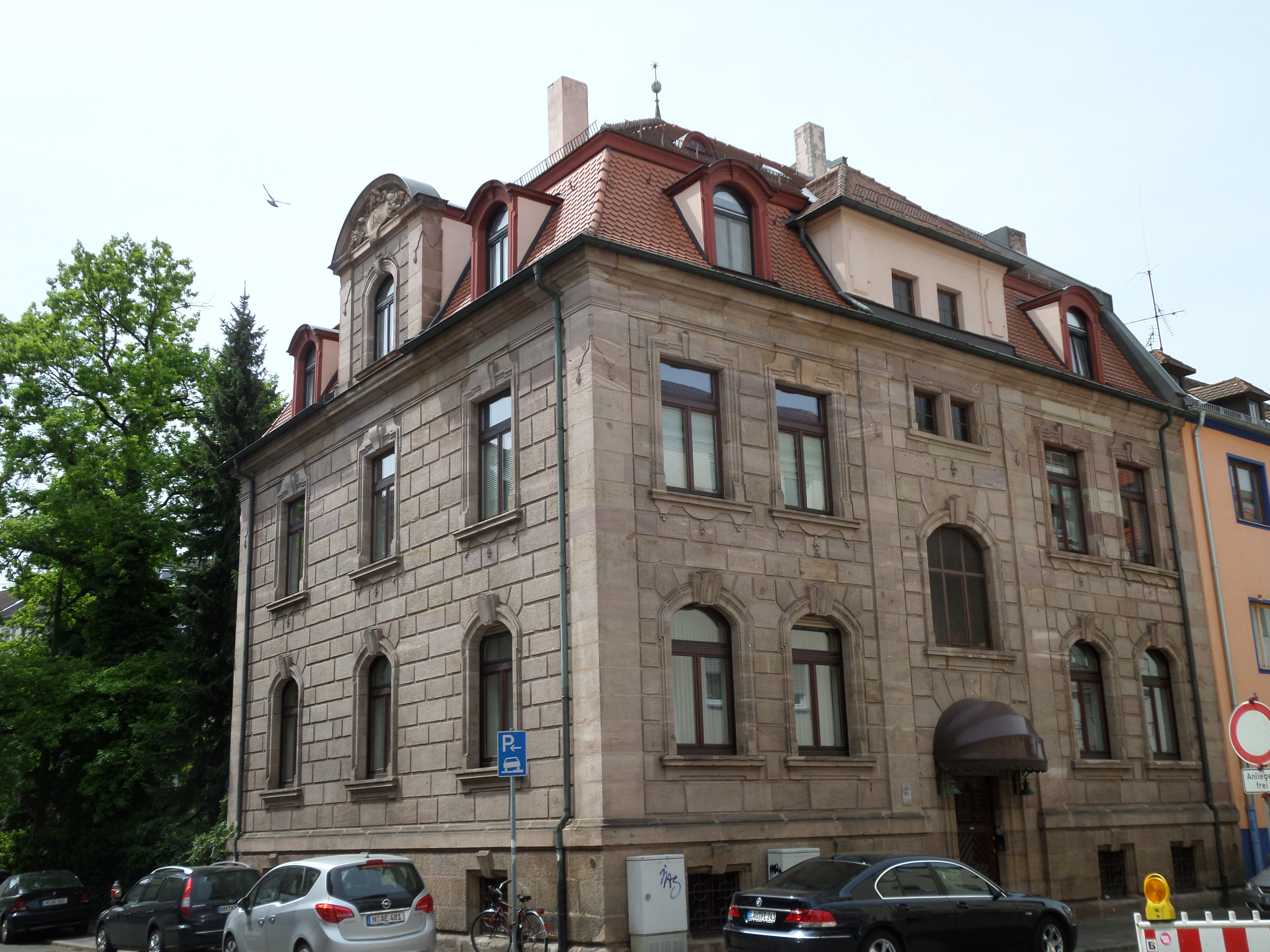
Ehemaliger Sitz der „Süddeutschland“, Untere Baustraße 20, Nürnberg (2015)

Die Versicherung, 1921 in Nürnberg gegründet, befand sich zunächst in der Adlerstr. 40 II. Ein späterer Sitz in Nürnberg war ab mindestens 1923 die Untere Baustraße 20. Sie wurde am 4. Juli 1921 in das Handelsregister eingetragen. Das Grundkapital betrug 3 Millionen Mark (kaufkraftbereinigt in heutiger Währung etwa 1,5 Mio. Euro), 3000 Namensaktien zu 1000 Mark.
Gründer waren Tierarzt Georg Busch, Nürnberg; Direktor Heinrich Gerbracht zu München; Fabrikant Wilhelm Engelhardt in Nürnberg; Bankier Willy Mailänder in Fürth und Landwirt Rudolf Hoffmann in Grussrudestett.
Den ersten Vorstand bildeten Richard Höhne (Direktor, Berlin), Emil Wurzer und Georg Mertins (jeweils Nürnberg). Zum ersten Aufsichtsrat gehörten: der Oekonomierat Jakob Ackermann (Saatwirtschaftsgut Irlbach, Straßkirchen bei Straubing), der ehemalige Bayerische Landtagsabgeordnete und Realienlehrer Georg Ries (Triesdorf), Andreas Fertig (Hofgut Eichenfürst bei Marktheidenfeld), Georg Kadelbach (Direktor, Südende bei Berlin), Emil Kuhrts (Direktor, Berlin-Schöneberg), Robert Mertins (Berlin-Schöneberg), Franz Müller (Direktor, Berlin-Lichterfelde) und der Major a. D. Max Strubell (Berlin-Grunewald).
1922 wurde Baron Hoschek-Mühlhaimb, Wien an Stelle des verstorbenen Georg Kadelbach, Berlin in den Aufsichtsrat gewählt.
Das Jahr 1922 schloss „Süddeutschland“ mit einem Gewinn von knapp 1,4 Mio. Mark (kaufkraftbereinigt in heutiger Währung etwa 688.265 Euro) ab.
Die Süddeutschland gehörte zum Veritas-Konzern.
1924 wurde der Unternehmenssitz nach München in die Neuturmstraße 1 verlegt. Gegenstand war der Betrieb der Pferde- und Viehversicherung zu festen Prämien in Deutschland, Österreich, Holland, Luxemburg, der Schweiz und Tschechoslowakei.
1926 war ein Herr Bickel Direktor der Süddeutschland.

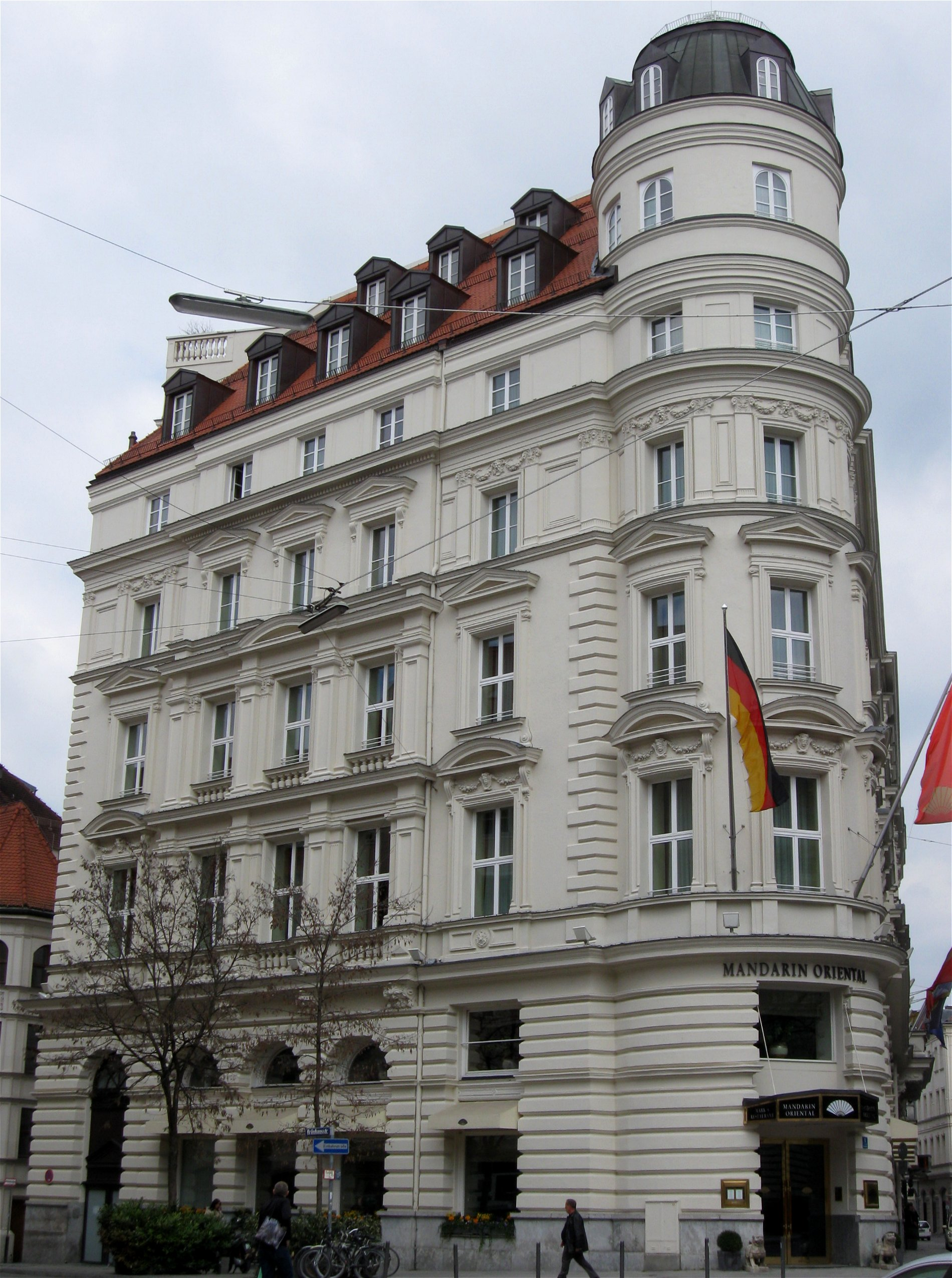
Sitz der Süddeutschland ab 1924, Neuturmstraße 1, München (2010)

1929 erzielte die „Süddeutschland“ einen Gewinn von lediglich 8700 RM (kaufkraftbereinigt in heutiger Währung etwa 37.140 Euro), gezeichnet von Direktor A. Brandstetter in München. Im Mai 1932 wurde das Ausscheiden aus dem Aufsichtsrat sowohl von Rudolf Freiherr Hoschek von Mühlhaimb Senior, als auch Junior, beide aus Wien, bekanntgegeben. 1933 wurde die Versicherung liquidiert.